# Greyton
Greyton ist eine Kleinstadt in der Lokalgemeinde Theewaterskloof im Distrikt Overberg der südafrikanischen Provinz Westkap. 
2011 hatte sie 2780 Einwohner.

## Geografie
Greyton liegt in einer Höhe von 331 Meter über dem Meeresspiegel am Fuß der Bergkette Riviersonderend Mountains am gleichnamigen Fluss (deutsch: „Fluss ohne Ende“). Genadendal ist 6 Kilometer und Caledon ist 39 Kilometer und Kapstadt 145 Kilometer entfernt.
Die Stadt liegt in der South Coast Forelands-Ökoregion (mit Lowland Fynbos und Renosterveld; WWF-Ökoregion AT1202), die von Caledon im Westen bis nach Mossel Bay im Osten reicht.
Ursprünglich eine landwirtschaftlich geprägte Ansiedlung, haben in den letzten Jahren Künstler und wohlhabende Aussteiger aus Kapstadt die Stadt für sich entdeckt. Viele der vorhandenen historischen Gebäude sind aufwändig renoviert worden, es gibt Kunstgalerien und ein viel beachtetes Musikfestival, das jedes Jahr im Sommer stattfindet.

## Geschichte
Vor der Ankunft der niederländischen Siedler 1652 war die Overbergregion von Khoikhoi-Stämmen besiedelt, die als Hessequa und Attaqua bekannt sind.
Gegründet wurde Greyton 1854 durch Herbert Vigne auf der Farm Weltevreden, Stadtrecht bekam sie 1910. Benannt ist sie nach Sir George Edward Grey, dem Gouverneur der Kapprovinz.
Wie in Swellendam führt ein historisches Leiwater-Dränagesystem durch die Stadt. Dabei handelt es sich um offene Kanäle, durch die an einigen Tagen der Woche gemeindeeigenes Wasser geleitet wird.
Die Wasserzufuhr für den historisch überkommenen Feldfruchtanbau gewährleistet der Gobos River (Boesmanskloof River), der aus den nördlich gelegenen Gebirgslandschaft durch Greyton fließt und nahe des südlichen Stadtgebietes in den Sonderend Rivier mündet. in der Gemeinde Greyton liegen etwa 163 Hektar Bewässerungsfläche. Als deren traditionelle Landwirtschaftsprodukte gelten Erdbeeren, Gemüsesorten, Kartoffeln, Kürbisse und Melonen.

## Sehenswürdigkeiten und Veranstaltungen
- Boesmanskloof Trail, ein 16 Kilometer langer Wanderweg im Tal des Gobos River durch die Berglandschaft der Riviersonderend Mountains bis nach McGregor, ein Ort nordöstlich von Greyton[5]
- Greyton Nature Reserve, ein Naturschutzgebiet nördlich der Stadt, von der Greyton Conservation Society verwaltet[6][7]
- Weingüter

Andy Mitchell Wines
Lismore Estate Vineyards
- Musikfestival Greyton Genadendal Classics for All